# 건강 증진
건강 증진(健康增進)은 개인, 단체, 공동체의 건강에 도움이 되는 삶의 행동과 건강 상태를 지원하기 위한 교육, 정치, 환경, 규제, 조직적 구조의 예정된 결합이다. 한편 세계보건기구(WHO)가 광범위한 영역을 고려해 개발한바있으며 이는 사람들이 건강을 관리하고 더 건강하게 지낼 가능성을 모색하는 방법이다.

## 역사
건강 증진에 관한 주목할만한 첫 번째 보고서로는 캐나다 정부의 1974년 라론드 보고서(Lalonde report)에서 발췌 한 것이다. 마크 라론드(Marc Lalonde)는 그의 보고서에서  '개인과 조직 모두에게 더 많은 책임을 지우고 보다 적극적으로 참여할 수 있도록 개인에게 영향을 미치고 이러한 영향을 미치는 건강 증진 전략 그리고 정신적, 육체적 건강에 영향을 미치는 문제'로 이를 언급한바있다. 그 정의의 또 다른 전임자는 미국 공중보건국장(United States Surgeon General)의 1979년 '건강인 보고서'(Health People People report)였다. '보다 건강한 사람들은 복지 상태를 인지하고 유지하며 이를 향상시킬 수 있습니다.'라는 맥락의 건강증진에 대한 언급을 한바있다.
최소한 두 건의 출판물이 1980년대 중반에 건강 증진에 대한 '광범위한 권고이행을 포함하는 환경적인 정의'를 이끌어 냈다.
1984년 세계보건기구(WHO) 유럽 지역 사무국은 건강 증진을 '사람들이 건강에 대한 통제력을 높이고 건강을 향상시킬 수있는 과정'으로 정의했다. WHO 지역 사무소는 생활 방식을 바꾸는 방법 외에도 '법률, 재정 조치, 조직 변화, 지역 사회 개발 및 건강 위험에 대한 자발적인 지역 활동'을 건강 증진 방법으로 권고했으며 사회적 제도적 수준에서 이를 이행해줄것을 촉구했다.
1986년 캐나다 보건 복지부(Canadian Minister of National Health and Welfare) 장관인 제이크 엡(Jake Epp)은 '엡 보고서'(Epp report)라고도 알려진 건강 증진의 틀인 모두를 위한 건강 달성 가이드라인을 발표했다. 이 보고서는 건강 증진의 세 가지 메커니즘을 개인의 '자기 관리'(self-care)에 기반한 '상호 원조 또는 사람들이 서로 대처해주기 위해 취하는 행동'(mutual aid, or the actions people take to help each other cope)으로서의 사회적 지지 그리고 '건강한 환경'(healthy environments)으로 정의했다.
1986년 오타와(Ottawa) 건강 증진 국제 회의에서 건강증진 오타와 헌장(Ottawa Charter for Health Promotion)이 발표되었다.  오타와 헌장에 따르면, 건강 증진은
-"건강 부문의 책임일뿐만 아니라 건강한 생활 방식을 넘어 복지로 나아가는 것"
-"건강을 옹호함으로써 [정치적, 경제적, 사회적, 문화적, 환경적, 행동적 및 생물학적 요인]을 유리하게 만드는 것을 목표로 한다"
-"건강의 평등(Health Equity) 달성에 중점을 둔다"
-"정부, 보건 및 기타 사회 단체에 의해 모든 관련자들에 의해 조정된 행동을 요구한다."
등을 주요 내용으로 다루었다.
1980년대 후반 미국 건강 증진 저널(American Journal of Health Promotion)이 처음 발표한 건강 증진에 대한 미국내에서의 정의는 환경적 접근 방식보다는 환경 및 행동 지원이라는 서비스 제공에 더 중점을 두고 있다. 나중에 행동에 대한 환경의 역할이 통합되었다.
WHO는 다른 조직들 및 대학들과 공동으로 2015년 건강 증진에 관한 오카나간 헌장(Okanagan Charter)을 포함한 국제 회의를 공동 후원했다.
2019년 11월, 관련 조사자들 및 연구원들의 27 개국에 대한 국제 연구에 따르면 가족을 돌보는 것이 전세계 사람들의 주요 동기라고 보고한바있다.

## 개인과 사회의 입장
'엡 보고서'(Epp report)의 주요 메커니즘중 하나이기도한 개인의 '자기 관리'(self-care) 태도는 사회적 지지와 함께 다루어지는 경우에 있어서조차도 보다 더 중요하게 다루어져야할 필요성을 개인이 인지하도록 요구한다. 이것은 개인 스스로의 건강에 대한 책임의식이 주도적인 경우에서 보다 더  여러 건강에 유리한 요소들을 효과적으로 통합함으로써 결과적으로 유의미한 결과를 만들어낸다는 것을 시사한다. 한편 건강 심리학(Health Psychology)은 건강할 권리인 건강권에 대해서 건강 불평등과 관련해 복지와 윤리적인 영역에까지 폭넓게 다루어져야할 필요성을 보고하고있다.

## 같이 보기
- 건강결정요인
- 지식-태도-실천 모형